# Metropolitana di Mosca
La Metropolitana "V. I. Lenin" di Mosca (in russo Московский метрополитен имени В. И. Ленина?, Moskovskij metropoliten imeni V. I. Lenina) serve la capitale russa, nonché alcune città confinanti dell'oblast' di Mosca: Krasnogorsk, Reutov, Ljubercy e Kotel'niki. È il quinto sistema di metropolitana più frequentato al mondo per numero medio di passeggeri all'anno (dopo quelli di Tokyo, Pechino, Seul e Shanghai). È degna di nota anche per la ricca realizzazione di alcune stazioni, che recano esempi dell'arte del realismo socialista.
La prima linea è stata aperta il 15 maggio 1935 e percorreva il tratto Sokol'niki-Park Kul'tury, con una diramazione verso Smolenskaja. Molte stazioni hanno cambiato nome, alcune persino più di una volta; la metropolitana stessa fu inizialmente intitolata a Lazar' Moiseevič Kaganovič.
Il sistema è costituito da 15 linee metropolitane (o 17 se si contano anche la linea 13, una monorotaia, e la linea 14, un anello ferroviario), per una lunghezza totale di 471,7 km (o 530,4 con le linee 13 e 14). Nella metropolitana di Mosca vi sono 263 stazioni, 44 delle quali sono considerate, secondo la legislazione statale, patrimonio culturale della Russia.

## Storia
La prima linea venne aperta il 15 maggio 1935; andava dalla stazione Sokol'niki alla stazione Park Kul'tury con una diramazione per la Smolenskaja. Questa diramazione divenne la linea Arbatskaja, che nel 1937 giungeva fino alla stazione Kievskaja attraversando la Moscova su un ponte. Fino all'inizio della seconda guerra mondiale vennero aperte altre due linee. Nel marzo del 1938 la linea Arbatskaja fu prolungata fino alla stazione Kurskaja (oggi questo tratto corrisponde alla linea Arbatsko-Pokrovskaja). Nel settembre 1938 fu aperta la linea Gor'skogo-Zamoskvoreckaja che andava dalla stazione Sokol alla Teatral'naja.
I progetti per una terza successiva espansione della metropolitana furono portati a termine durante la seconda guerra mondiale. Furono le costruzioni di due nuovi tratti: Teatral'naja - Avtozavodskaja (3 stazioni con attraversamento della Moscova in tunnel profondo) e Kurskaja - Izmajlovskij Park (4 stazioni).
Dopo la guerra iniziò una quarta fase di espansione: la linea Kol'cevaja e la parte sotterranea della Arbatskaja, da Ploščad' Revoljucii (piazza della Rivoluzione) a Kievskaja.

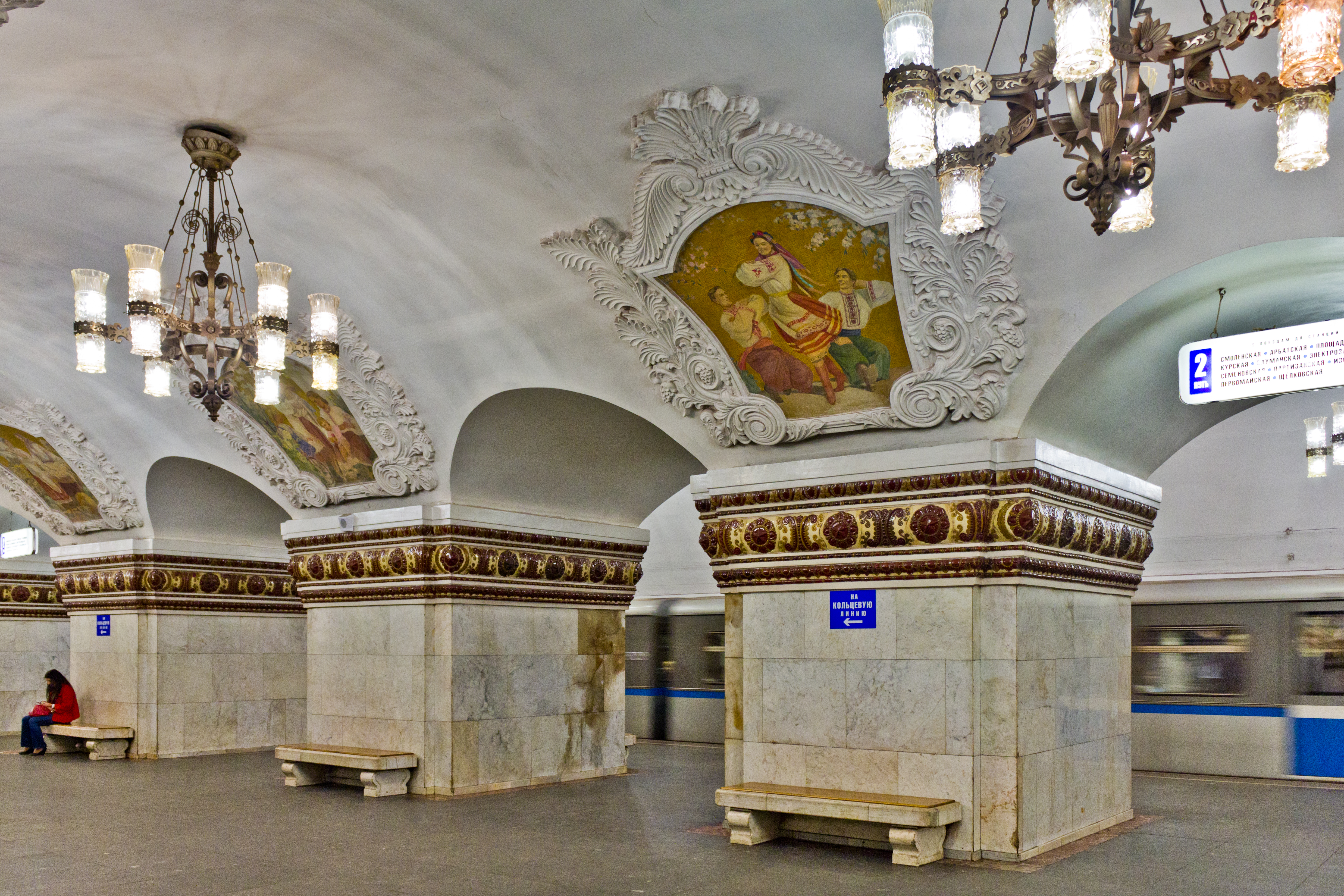
La stazione Kievskaja.

La linea Kol'cevaja fu inizialmente previsto che fosse costruita sotto l'anello dei giardini (la circonvallazione interna della città, grossomodo coincidente con i confini della Mosca del XVI secolo). La prima parte, da Park kul'tury a Kurskaja (1950) rispettò il progetto iniziale, ma si decise in seguito di costruire la parte settentrionale della linea tenendosi circa 1 - 1,5 km esterni alla circonvallazione, collegando in questo modo 7 delle 9 stazioni della capitale. La seconda parte della linea Kol'cevaja fu aperta al pubblico nel 1952 (da Kurskaja a Belorusskaja); la costruzione della linea fu completata nel 1954.
La costruzione delle parti profonde della linea Arbatskaja coincise con gli anni della guerra fredda. Le stazioni dovevano anche fungere da rifugi in caso di attacco atomico. Dopo il completamento dei lavori, la parte di superficie della linea (da Ploščad'Revoljucii a Kievskaja) fu chiusa nel 1953 per essere riaperta nel 1958 come parte della linea Filëvskaja.
Per le stazioni aperte negli anni 1957-1958 si usa per l'ultima volta - la quinta - il termine "piani di espansione".

### Attentati
La metropolitana di Mosca fu oggetto di uno degli attacchi terroristici che interessarono la capitale russa nel 1977. Una bomba esplose alle 17:33 ora locale in un treno affollato tra le stazioni Izmajlovskaja e Pervomajskaja.

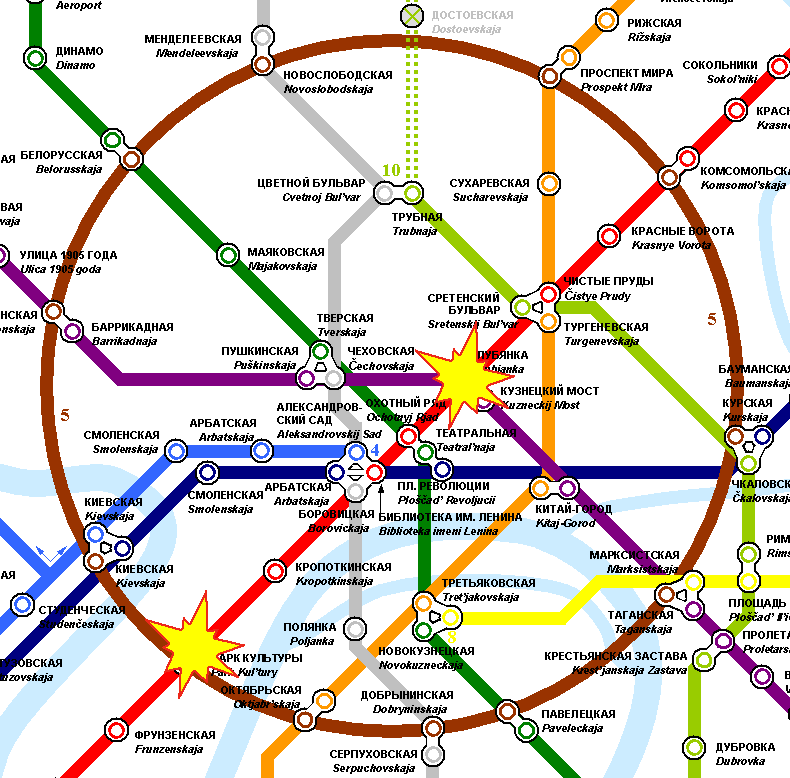
La mappa della metropolitana con evidenziate le due stazioni dove sono avvenute le esplosioni

Un più recente e grave atto terroristico è stato compiuto il 29 marzo 2010. L'attentato ha causato la morte di 41 persone e il ferimento di almeno un centinaio, interessando la linea 1 con esplosioni presso la stazione di Lubjanka nei pressi del palazzo dei Servizi Segreti russi, l'FSB (ex KGB), e presso quella di Park Kul'tury-Radial'naja.
La stazione Rižskaja fu colpita da un attentato terroristico di separatisti ceceni avvenuto poco dopo le 20:00 del 31 agosto 2004, durante il quale fu detonata una bomba che uccise 10 persone e ne ferì altre 50, di cui 30 furono feriti gravi.
Gli attentati del 2004 e del 2010 sono stati attribuiti ad indipendentisti ceceni.

## Descrizione

Animazione che mostra l'espansione della rete (fino al 2019)

La metropolitana di Mosca comprende 471,7 km di binari, 15 linee e 269 stazioni. La Metropolitana gestisce anche l'Anello centrale di Mosca (CCM), con 31 stazioni e 54 km di binari.
In una normale giornata lavorativa trasporta tra gli 8 ed i 9 milioni di passeggeri. Tutte le linee sono identificate da un numero. La linea 5 - Kol'cevaja (in russo kol'co significa "anello"), interseca con un percorso circolare lungo circa 20 km tutte le altre linee, escluse la Kachovskaja e la Butovskaja.
Sulle linee radiali gli annunci delle stazioni sono fatti da una voce maschile sui treni diretti verso il centro cittadino e da una voce femminile sui treni che invece si allontanano verso le periferie. Sulla linea circolare gli annunci con voce maschile sono fatti sui treni che percorrono la linea in senso orario e con voce femminile per i treni che viaggiano in senso antiorario.
La maggior parte dei binari e delle stazioni è nel sottosuolo, anche se le linee 1, 2 e 4 attraversano la Moscova viaggiando su ponti. Su un ponte, la linea 1 attraversa anche il fiume Jauza. Un'eccezione è costituita dalla linea Filëvskaja, che percorre un lungo tratto in superficie tra le stazioni Kievskaja e Molodëžnaja comprendendo 7 altre stazioni.

## Le linee
I colori nella tabella corrispondono a quelli delle linee nello schema sopra riportato.
| Linea  | Linea                                                    | Inaugurazione | Ultima estensione | Lunghezza (in km) | Stazioni | Tempo di percorrenza |
| ------ | -------------------------------------------------------- | ------------- | ----------------- | ----------------- | -------- | -------------------- |
|        | Sokol'ničeskaja (Сокольническая)                         | 1935          | 2024              | 43,4              | 27       | 63 min               |
|        | Zamoskvoreckaja (Замоскворецкая)                         | 1938          | 2018              | 42,8              | 24       | 61 min               |
|        | Arbatsko-Pokrovskaja (Арбатско-Покровская)               | 1938          | 2012              | 45,1              | 22       | 65 min               |
|        | Filëvskaja (Филёвская)                                   | 1958          | 2006              | 14,9              | 13       | 21 min               |
|        | Kol'cevaja (Кольцевая)                                   | 1950          | 1954              | 19,3              | 12       | 28 min               |
|        | Kalužsko-Rižskaja (Калужско-Рижская)                     | 1958          | 1990              | 37,8              | 24       | 55 min               |
|        | Tagansko-Krasnopresnenskaja (Таганско-Краснопресненская) | 1966          | 2015              | 42,2              | 23       | 57 min               |
|        | Kalininskaja (Кали́нинская)                               | 1979          | 2012              | 16,3              | 8        | 21 min               |
|        | Solncevskaja (Солнцевская)                               | 2014          | 2023              | 28,3              | 14       | 36 min               |
|        | Serpuchovsko-Timirjazevskaja (Серпуховско-Тимирязевская) | 1983          | 2002              | 41,5              | 25       | 60 min               |
|        | Ljublinsko-Dmitrovskaja (Люблинско-Дмитровская)          | 1995          | 2023              | 44,3              | 26       | 65 min               |
|        | Bol'šaja kol'cevaja (Большая Кольцевая)                  | 2018          | 2023              | 57,5              | 29       | 87 min               |
|        | Butovskaja (Бутовская)                                   | 2003          | 2014              | 10                | 7        | 16 min               |
|        | Nekrasovskaja (Некрасовская)                             | 2019          | 2020              | 14                | 8        | 20 min               |
|        | Troitskaja (Троицкая)                                    | 2024          | 2024              | 14,3              | 7        |                      |
| Totale | Totale                                                   | Totale        | Totale            | 471,7             | 269      | /                    |
|        | Monorotaia di Mosca (Московский монорельс)               | 2004          | /                 | 4,7               | 6        | 12 min               |
|        | Anello centrale di Mosca (Московское центральное кольцо) | 2016          | 2016              | 54                | 31       | 74 min               |
| Totale | Totale                                                   | Totale        | Totale            | 530,4             | 306      | /                    |

Le 15 linee della metropolitana sono completate dalla monorotaia (che unisce tra loro Timirjazevskaja sulla linea 9 e VDNCh sulla linea 6), dall'anello centrale (un servizio ferroviario urbano esercitato sul "piccolo anello ferroviario") e dai diametri centrali (linee ferroviarie urbane e suburbane). Monorotaia e anello centrale hanno segnaletica e numerazione in comune con la metropolitana, mentre i diametri centrali seguono una numerazione a parte.
Numero di stazioniAnno05010015020025030019351947195919711983199520072019(1) Sokol'ničeskaja(2) Zamoskvoreckaja(3) Arbatsko-Pokrovskaja(4) Filëvskaja(5) Kol'cevaja(6) Kalužsko-Rižskaja(7) Tagansko-Krasnopresnenskaja(8) Kalininskaja-Solncevskaja(9) Serpuchovsko-Timirjazevskaja(10) Ljublinsko-Dmitrovskaja(11A) Kachovskaja(11) Bol'šaja kol'cevaja(12) Butovskaja(15) Nekrasovskaja(16) Troickaja

## Particolari tecnici
La metropolitana di Mosca utilizza il medesimo scartamento delle ferrovie della Russia - 1524 mm. Una terza rotaia è utilizzata per fornire tensione elettrica ai treni. La tensione nominale di alimentazione è di 750 V. 
La distanza media tra le stazioni è di 1800 metri. Il percorso più breve tra due stazioni è tra quelle di Meždunarodnaja e Vystavočnaja (497 metri), quello più lungo è tra le stazioni di Krylatskoe e Strogino (6,625 km). La distanza tra le stazioni consente ai treni di mantenere una velocità media di 42 km/h.
A partire dagli anni settanta le piattaforme delle stazioni sono state progettate per treni di 8 carrozze. Sulle linee 2, 6, 7 e 9 viaggiano treni a 8 carrozze; sulle linee 1, 3, 8, 10 viaggiano treni a 7 carrozze; sulle linee 4, 5 e 11 viaggiano treni a 6 carrozze.
Tutte le carrozze sono lunghe circa 20 m, su tutte è installato un sistema di aggancio automatico (però incompatibile con quello delle carrozze della rete ferroviaria). Le carrozze oggi in uso sono quelle delle serie "E" e "81". Le serie usate in passato erano le "А", "Б", "В", "Г" e "Д". I treni della metropolitana di Mosca sono gli stessi che si trovano nelle metropolitane di altre città dell'ex Unione Sovietica : San Pietroburgo, Nižnij Novgorod, Minsk, Kiev, Charkiv, nonché dell'Europa centro-orientale tra cui Budapest, Sofia, Varsavia e Praga.

## Biglietti
Sono disponibili biglietti per un numero fissato di viaggi, senza riferimento alla distanza percorsa o al numero di linee cambiate; sono inoltre acquistabili abbonamenti mensili e annuali. Una volta che il passeggero ha effettuato l'accesso alla metropolitana, non vi sono più controlli del biglietto: si può viaggiare per un numero indefinito di stazioni e effettuare i trasbordi liberamente. Il controllo dei biglietti avviene solo nei punti di ingresso.
I biglietti magnetici furono introdotti nel 1993 come sperimentazione e furono utilizzati come biglietti illimitati dal 1996 al 1998. La vendita di biglietti magnetici terminò nel 2008. Nel gennaio 2007 la metropolitana di Mosca iniziò a sostituire i biglietti magnetici con smart card aventi numeri fissi di corse. La metropolitana di Mosca è divenuta il primo sistema di metropolitana in Europa ad attivare pienamente il sistema di smart card, il 1º settembre 1998; la vendita dei gettoni terminò il 1º gennaio 1999 e smisero di essere accettati nel febbraio dello stesso anno.

## Statistiche
Statistiche ufficiali della Metropolitana di Mosca
- Passeggeri trasportati in un anno: 3.200,6 milioni
  - di cui paganti: 1.776,5 milioni
- Passeggeri trasportati mediamente nelle 24 ore: 8.769.000
- Proventi dal trasporto dei passeggeri: 7.939,8 milioni di rubli
- Lunghezza d'esercizio delle linee nei due sensi: 292,2 km
- Numero di linee: 14
- Linea più lunga: Linea Arbatsko-Pokrovskaja (45,1 Km)
- Linea più corta: Kachovskaja (3,3 km)
- Tragitto più lungo: Strogino - Krylatskoe (6,7 km, dal 2008)
- Tragitto più breve: Arbatskaja - Aleksandrovskij Sad (328 m)
- Numero di stazioni: 238
- Stazioni interscambio: 56
- Stazioni di servizio: 22
- Stazioni in superficie: 14
- Stazione più profonda: Park Pobedy
- Stazione meno profonda: Pečatniki
- Banchina più lunga: Vorob'ёvy Gory (282 m)
- Stazioni a singolo ingresso: 68
- Totale ingressi alle stazioni: 260
- Totale tornelli: 2181
- Scale mobili: 582
- Stazioni videosorvegliate: 216
- Depositi: 15
- N° punti lineari: 20
- Treni in 24 ore: 8.936
- Vagoni: 6.515
- Corse dei vagoni: 641,2 milioni vagoni/km
- Passeggeri/km: 616,4 milioni
- Tragitto di un vagone: 531 km/giorno
- Passeggeri medi per vagone: 68
- Scala mobile più lunga: Park Pobedy (63,4 m)
- Pozzi di aerazione: 390
- Dipendenti: 33.837
  - Maschi: 16.867
  - Femmine: 16.962
- Indice di puntualità treni: 99,98%
- Attesa tra due treni: 90 secondi
- Tragitto medio per passeggero: 13 km
- Incidenza del trasporto passeggeri sul totale dei trasporti urbani: 48,3%

## Metro 2
Oltre alla metropolitana di uso pubblico, esisterebbe a Mosca anche una rete separata di linee segrete, destinata al collegamento tra istituzioni governative e bunker sotterranei riservati (molti dei quali si trovano fuori dalla città). Questa rete viene chiamata solitamente "Metro 2" (ed il suo nome effettivo è sconosciuto). La "Metro-2" si troverebbe ad un livello più profondo; l'unico punto di contatto tra le due reti sembra essere tra le stazioni Sportivnaja e Vorob'ёvy Gory. La maggior parte della rete della "Metro 2" non ha la terza rotaia perché fa uso di locomotori elettrici dotati di accumulatori.

## Influenze sulla narrativa
La metropolitana di Mosca, con le sue caratteristiche di rifugio antiatomico, ha ispirato la stesura del racconto fantascientifico Metro 2033, e relativi seguiti Metro 2034 e Metro 2035, ambientati nei meandri della metro di Mosca in seguito ad un inverno nucleare che ha spinto l'umanità a rintanarsi in bunker reali o improvvisati. Tutti i libri sono ad opera dello scrittore Dmitrij Gluchovskij.
Del primo libro esiste anche un'efficace trasposizione videoludica, Metro 2033, uscita su Xbox 360 e Microsoft Windows nel 2010. Il 17 maggio 2013 è stato pubblicato in Europa il secondo capitolo videoludico della serie, Metro Last Light, uscito su Microsoft Windows, Xbox360 e Playstation 3, mentre il 15 febbraio 2019 è uscito il terzo capitolo della serie, Metro Exodus uscito per Microsoft Windows, Xbox One e PlayStation 4.